# 若葉ステークス
若葉ステークス（わかばステークス）は、日本中央競馬会（JRA）が阪神競馬場で施行する中央競馬の特別競走である。

## 概要
2着までに入着した馬に皐月賞の優先出走権が与えられる。
1985年に中山競馬場の4歳（現3歳）の別定の芝2200mのオープン特別競走、若葉賞として施行されたのが始まり。
その後1988年のみ中山競馬場の改修工事により東京競馬場の芝2200mで施行、1989年に現在の若葉ステークスに改称された。
1991年には皐月賞指定オープンに指定される同時に、負担重量を定量に変更、上位2着に入賞した競走馬に皐月賞の優先出走権が与えられるようになり、1995年には皐月賞トライアルになり、更に指定競走に指定、地方所属の競走馬も出走可能になった。
2000年からは施行場を現在の阪神競馬場に変更、2003年から負担重量を馬齢に変更した。
クラシック競走である皐月賞の関西圏で唯一のトライアルレースで、クラシック戦線を標準に調整されてきた主に栗東所属の有力馬が出走する。

### 競走条件
以下の内容は、2024年現在のもの。
出走資格：サラ系3歳
- JRA所属馬
- 地方競馬所属馬（2頭まで）
- 外国調教馬

負担重量：馬齢重量（牡・せん57kg、牝55kg）

### 賞金
2021年の1着賞金は2000万円で、以下2着800万円、3着500万円、4着300万円、5着200万円。

## 歴史
- 1985年 - 中山競馬場の4歳（現3歳）の別定の芝2200mのオープン特別競走、若葉賞として施行。
- 1989年 - 名称を若葉ステークスに変更。
- 1991年
  - 皐月賞指定オープンとなる。
  - 負担重量を定量に変更。
  - 施行距離を芝2000mに変更。
- 1995年
  - 皐月賞トライアルに指定。
  - 指定交流競走に指定され、地方馬は2頭まで出走可能となる。
- 2000年 - 施行場を阪神競馬場の芝2000mに変更。
- 2001年 - 馬齢表示の国際基準への変更に伴い、出走資格が「4歳」から「3歳」に変更。
- 2003年 - 負担重量を馬齢に変更。
- 2011年 - 「東北関東大震災被災地支援競馬」として実施。
- 2013年 - 混合競走に指定。
- 2019年 - 国際競走及びリステッド競走に指定される[5]。
- 2020年 - COVID-19の流行により「無観客競馬」として開催[6]。

### 歴代優勝馬
優勝馬の馬齢は、2000年以前も現行表記に揃えている。
| 施行日        | 競馬場 | 距離    | 条件       | 優勝馬             | 性齢 | タイム | 優勝騎手     | 管理調教師 | 馬主                                 |
| ------------- | ------ | ------- | ---------- | ------------------ | ---- | ------ | ------------ | ---------- | ------------------------------------ |
| 1985年3月30日 | 中山   | 芝2200m | オープン   | シリウスシンボリ   | 牡3  | 2:16.2 | 岡部幸雄     | 二本柳俊夫 | 和田共弘                             |
| 1986年3月29日 | 中山   | 芝2200m | オープン   | ベルベットグローブ | 牡3  | 2:18.6 | 郷原洋行     | 大久保房松 | 栗林英雄                             |
| 1987年4月4日  | 中山   | 芝2200m | オープン   | メグロアサヒ       | 牡3  | 2:17.3 | 小島太       | 境勝太郎   | 門脇登                               |
| 1988年4月2日  | 東京   | 芝2200m | オープン   | クリノテイオー     | 牡3  | 2:18.0 | 安田富男     | 松山康久   | 栗山博                               |
| 1989年4月1日  | 中山   | 芝2200m | オープン   | プレジャーヒル     | 牝3  | 2:17.7 | 蛯名正義     | 矢野照正   | （有）谷田牧場                       |
| 1990年3月31日 | 中山   | 芝2200m | オープン   | ハシノケンシロウ   | 牡3  | 2:17.0 | 大塚栄三郎   | 八木沢勝美 | 橋本充                               |
| 1991年3月17日 | 中山   | 芝2000m | オープン   | トウカイテイオー   | 牡3  | 2:03.6 | 安田隆行     | 松元省一   | 内村正則                             |
| 1992年3月22日 | 中山   | 芝2000m | オープン   | セキテイリュウオー | 牡3  | 2:05.1 | 田中勝春     | 藤原敏文   | （株）新元観光                       |
| 1993年3月20日 | 中山   | 芝2000m | オープン   | ビワハヤヒデ       | 牡3  | 2:00.9 | 岡部幸雄     | 浜田光正   | （有）ビワ                           |
| 1994年3月19日 | 中山   | 芝2000m | オープン   | オフサイドトラップ | 牡3  | 2:02.7 | 安田富男     | 加藤修甫   | 渡邊隆                               |
| 1995年3月18日 | 中山   | 芝2000m | オープン   | ジェニュイン       | 牡3  | 2:08.1 | 田中勝春     | 松山康久   | （有）社台レースホース               |
| 1996年3月17日 | 中山   | 芝2000m | オープン   | ミナモトマリノス   | 牡3  | 2:03.4 | 田中勝春     | 浅野洋一郎 | 佐藤清                               |
| 1997年3月22日 | 中山   | 芝2000m | オープン   | シルクライトニング | 牡3  | 2:03.9 | 安田富男     | 大和田稔   | （有）シルク                         |
| 1998年3月28日 | 中山   | 芝2000m | オープン   | グリーンプレゼンス | 牡3  | 2:02.8 | 河内洋       | 音無秀孝   | （株）グリーンファーム               |
| 1999年3月27日 | 中山   | 芝2000m | オープン   | マイネルプラチナム | 牡3  | 2:06.7 | 木幡初広     | 矢野進     | （株）サラブレッドクラブ・ラフィアン |
| 2000年3月18日 | 阪神   | 芝2000m | オープン   | クリノキングオー   | 牡3  | 2:02.4 | 幸英明       | 谷潔       | 栗本博晴                             |
| 2001年3月17日 | 阪神   | 芝2000m | オープン   | ダイイチダンヒル   | 牡3  | 2:01.4 | 武豊         | 伊藤雄二   | 辻本春雄                             |
| 2002年3月16日 | 阪神   | 芝2000m | オープン   | シゲルゴッドハンド | 牡3  | 2:01.5 | 松永幹夫     | 坪憲章     | 森中蕃                               |
| 2003年3月22日 | 阪神   | 芝2000m | オープン   | アドマイヤグルーヴ | 牝3  | 2:03.1 | 武豊         | 橋田満     | 近藤利一                             |
| 2004年3月20日 | 阪神   | 芝2000m | オープン   | ハーツクライ       | 牡3  | 2:00.2 | 安藤勝己     | 橋口弘次郎 | （有）社台レースホース               |
| 2005年3月19日 | 阪神   | 芝2000m | オープン   | アドマイヤフジ     | 牡3  | 2:00.3 | 武豊         | 橋田満     | 近藤利一                             |
| 2006年3月18日 | 阪神   | 芝2000m | オープン   | フサイチジャンク   | 牡3  | 2:03.3 | 武豊         | 池江泰寿   | 関口房朗                             |
| 2007年3月17日 | 阪神   | 芝2000m | オープン   | ヴィクトリー       | 牡3  | 2:01.2 | 岩田康誠     | 音無秀孝   | 近藤英子                             |
| 2008年3月22日 | 阪神   | 芝2000m | オープン   | ノットアローン     | 牡3  | 2:01.6 | 藤岡佑介     | 橋口弘次郎 | 金子真人ホールディングス（株）       |
| 2009年3月21日 | 阪神   | 芝2000m | オープン   | ベストメンバー     | 牡3  | 2:02.1 | 四位洋文     | 宮本博     | 前田晋二                             |
| 2010年3月20日 | 阪神   | 芝2000m | オープン   | ペルーサ           | 牡3  | 1:59.9 | 安藤勝己     | 藤沢和雄   | 山本英俊                             |
| 2011年3月20日 | 阪神   | 芝2000m | オープン   | ダノンミル         | 牡3  | 1:59.1 | 浜中俊       | 藤原英昭   | （株）ダノックス                     |
| 2012年3月17日 | 阪神   | 芝2000m | オープン   | ワールドエース     | 牡3  | 2:04.4 | 福永祐一     | 池江泰寿   | （有）サンデーレーシング             |
| 2013年3月16日 | 阪神   | 芝2000m | オープン   | レッドルーラー     | 牡3  | 2:00.7 | 川田将雅     | 松田博資   | （株）東京ホースレーシング           |
| 2014年3月22日 | 阪神   | 芝2000m | オープン   | アドマイヤデウス   | 牡3  | 2:01.4 | 岩田康誠     | 橋田満     | 近藤利一                             |
| 2015年3月21日 | 阪神   | 芝2000m | オープン   | レッドソロモン     | 牡3  | 2:03.0 | A.シュタルケ | 庄野靖志   | （株）東京ホースレーシング           |
| 2016年3月19日 | 阪神   | 芝2000m | オープン   | アドマイヤダイオウ | 牡3  | 2:02.2 | M.デムーロ   | 橋田満     | 近藤利一                             |
| 2017年3月18日 | 阪神   | 芝2000m | オープン   | アダムバローズ     | 牡3  | 2:00.3 | 池添謙一     | 角田晃一   | 猪熊広次                             |
| 2018年3月17日 | 阪神   | 芝2000m | オープン   | アイトーン         | 牡3  | 2:00.0 | 国分恭介     | 五十嵐忠男 | 深見富朗                             |
| 2019年3月16日 | 阪神   | 芝2000m | リステッド | ヴェロックス       | 牡3  | 2:02.1 | 川田将雅     | 中内田充正 | 金子真人ホールディングス（株）       |
| 2020年3月21日 | 阪神   | 芝2000m | リステッド | アドマイヤビルゴ   | 牡3  | 1:58.6 | 武豊         | 友道康夫   | 近藤旬子                             |
| 2021年3月20日 | 阪神   | 芝2000m | リステッド | アドマイヤハダル   | 牡3  | 1:59.5 | 松山弘平     | 大久保龍志 | 近藤旬子                             |
| 2022年3月19日 | 阪神   | 芝2000m | リステッド | デシエルト         | 牡3  | 2:00.2 | 岩田康誠     | 安田隆行   | （株）ラ・メール                     |
| 2023年3月18日 | 阪神   | 芝2000m | リステッド | ショウナンバシット | 牡3  | 2:02.7 | 川田将雅     | 須貝尚介   | 国本哲秀                             |
| 2024年3月16日 | 阪神   | 芝2000m | リステッド | ミスタージーティー | 牡3  | 1:59.7 | 藤岡佑介     | 矢作芳人   | 田畑利彦                             |
| 2025年3月22日 | 阪神   | 芝2000m | リステッド | ジョバンニ         | 牡3  | 1:59.0 | 松山弘平     | 杉山晴紀   | KRジャパン                           |

#### 各回競走結果の出典
- 1985年 -『優駿』1985年6月号、日本中央競馬会、144頁
- JRA年度別全成績
  - （2022年）“第1回 阪神競馬 第11日” (PDF).   日本中央競馬会. p. 6. 2022年3月20日閲覧。（索引番号：04131）
  - （2021年）“第1回 阪神競馬 第11日” (PDF).   日本中央競馬会. p. 6. 2021年3月24日閲覧。（索引番号：04131）
  - （2020年）“第1回 阪神競馬 第8日” (PDF).   日本中央競馬会. p. 6. 2020年3月22日閲覧。（索引番号：06095）
  - （2019年）“第1回 阪神競馬 第7日” (PDF).   日本中央競馬会. p. 6. 2020年3月22日閲覧。（索引番号：07083）
  - （2018年）“第1回 阪神競馬 第7日” (PDF).   日本中央競馬会. p. 6. 2018年3月18日閲覧。（索引番号：07083）
- 1986年-2017年
  - JBISサーチ 2015年3月21日閲覧
    - 1986年，1987年，1988年，1989年，1990年，1991年，1992年，1993年，1994年，1995年，1996年，1997年，1998年，1999年，2000年，2001年，2002年，2003年，2004年，2006年，2007年，2008年，2009年，2010年，2011年，2012年，2013年，2014年，2015年，2016年，2017年